# Shanghais getto

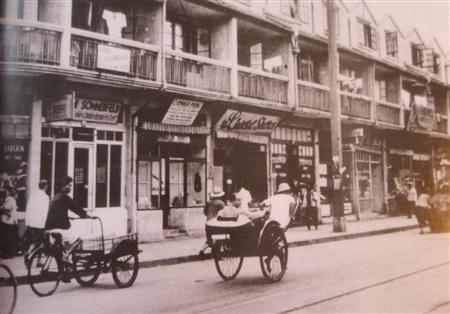
En gata i Shanghais ghetto, 1943

Shanghais getto var ett drygt 2,5 km2 stort getto i Shanghai som fanns under andra världskriget. Gettot upprättades för statslösa flyktingar i nuvarande Hongkou- och Yangpu-distrikten, vilket var en del av Shanghai som ockuperades av kejsardömet Japan. Till Shanghai flydde cirka 20 000 judiska flyktingar, från Nazityskland, Österrike, Tjeckoslovakien, Ungern, Rumänien, Polen och Litauen både före och under andra världskriget.
Flyktingarna fick bo i de fattigaste och mest trångbebodda delarna av staden. Närboende judiska familjer och amerikansk-judiska välgörenhetsorganisationer hjälpte dem med husrum, mat och kläder. De japanska myndigheterna intensifierade allt mer begränsningarna, men gettot var inte inhägnat och de lokala kinesiska invånarna, som ofta hade lika dåliga levnadsvillkor, lämnade inte området.

## Bakgrund

### Judar i 1930-talets Tyskland
I slutet av 1920-talet var de flesta tyska judar lojala mot Tyskland. De var jämställda och relativt välmående. Judarna kunde tjänstgöra i tyska armén och bidrog till att varje område inom Tyskland, som vetenskap, näringsliv och kultur utvecklades. Sedan nazisterna hade valts till makten 1933, vilket medförde statligt stödd antisemitisk förföljelse, såsom Nürnberglagarna (1935) och Kristallnatten (1938), försökte mängder av tyska judar att söka asyl utomlands, men som Chaim Weizmann skrev 1936, "Världen tycktes delas upp i två delar - de områden där judarna inte kunde leva och de områden där de inte kunde komma in." Eviankonferensen visade att i slutet av 1930-talet var det nästan omöjligt att hitta en plats öppen för judisk invandring.
Enligt Dana Janklowicz-Mann, 
 "Judiska män höll på att föras bort till koncentrationsläger. De fick veta att du har en viss tid att lämna landet - två veckor, en månad - om du kan hitta ett land som tar hand om dig. Utanför kämpade deras fruar och vänner för att få ett pass, visum eller något för att hjälpa dem att komma ut. Men överallt stängde ambassaderna sina dörrar, och länder, inklusive USA, stängde sina gränser. ... Det började som ett rykte i Wien ... "Det finns en plats dit du kan åka där du inte behöver visum. De har öppna gränser. "Det spred sig som en eld och den som kunde försökte."  

### Shanghai efter 1937
Den internationella koncessionen i Shanghai skapades som en följd av freden i Nanking 1842, vilket gjorde det möjligt för britter och andra västerlänningar att bosätta sig i staden.
Den utländskt kontrollerade stadsfullmäktige i koncessionen utövade polismakt, administrativ jurisdiktion och passkontroll helt utanför de kinesiska myndigheternas kontroll.
Som en följd av slaget vid Shanghai 1937 ockuperades staden av Japan och den kejserliga japanska armén och den kinesiska marionettregimen i Nanking kunde inte vidmakthålla någon effektiv visumkontroll i Shanghai. Hamnen i Shanghai blev därmed den enda plats i världen där man kunde komma in utan varken visum eller ett pass.
Vid tiden då de flesta tyska judar anlände hade två andra judiska samhällen redan etablerat sig i staden: de rika baghdadijudarna, inklusive Kadoorie och Sassoon-familjerna, samt ryska judar. De sistnämnda flydde från det ryska imperiet på grund av att antisemitiska pogromer framdrivits av den tsaristiska regimen och kontrarevolutionära armén samt klasskampen som formulerades av bolsjevikerna. De hade bildat det ryska samhället i Harbin.

### Chiune Sugihara, Tadeusz Romer, och Ho Feng Shan
Många polsk-litauiska judar räddades av Chiune Sugihara, den japanska konsuln i Kaunas, Litauen. Sugihara sägs ha samarbetat med polska underrättelsetjänsten, som en del av en större japansk-polsk samarbetsplan. 
De lyckades fly över Rysslands vidsträckta territorium med tåg till Vladivostok och sedan med båt till Kobe i Japan. 2185 flyktingar kom till Japan mellan augusti 1940 och juni 1941. Tadeusz Romer, den polska ambassadören i Tokyo, hade lyckats få transitviseringar i Japan, asylvisering till Kanada, Australien, Nya Zeeland, Burma, invandringscertifikat till Palestina, och invandringsvisering till USA och vissa latinamerikanska länder. Slutligen anlände Tadeusz Romer till Shanghai den 1 november 1941 för att fortsätta sitt arbete för judiska flyktingar. Bland dem som räddades i Shanghais getto var ledare och studenter vid Mir yeshivaskolan, den enda yeshivaskolan i det ockuperade Europa som överlevde förintelsen. 
Likaså fanns tusentals österrikiska judar som räddades av den kinesiska generalkonsuln i Wien, Ho Feng Shan, som utfärdade visum under 1938-1940 mot givna order av sin överordnade Chen Jie, vid Kinas ambassad i Berlin.